# Miguel Ángel Sanabria
Miguel Sanabria González (Paraguay, 11 de noviembre de 1964) es un exfutbolista paraguayo. Jugaba de Centro delantero y militó en diversos clubes de Paraguay, Chile, Brasil y Bolivia. Se crío en la ciudad de Pastoreo.

## Clubes
| Club           | País     | Año       |
| -------------- | -------- | --------- |
| Cerro Porteño  | Paraguay | 1985-1990 |
| Bolívar        | Bolivia  | 1991      |
| Olimpia        | Paraguay | 1991-1997 |
| Unión Española | Chile    | 1997      |